# Affaire des viols collectifs de Telford
L’affaire des viols collectifs de Telford concerne un scandale d'abus sexuels à très grande échelle sur mineurs ayant eu lieu à Telford, dans le comté anglais du Shropshire en Grande-Bretagne. 
Environ 1 000 enfants auraient été drogués, maltraités, battus, violés et parfois tués par des gangs d'hommes pour la plupart Britanniques d'origine pakistanaise. La grande majorité des personnes visées étaient de jeunes filles blanches, mais des adolescentes issues de la communauté asiatique  (sous-continent indien) en ont également été victimes,, . Il y aurait plus de 200 criminels impliqués et les abus se poursuivent d'après les victimes encore en 2018, soit 40 ans après les débuts estimés du réseau, ciblant des victimes dès 11 ans,. Bien que cette affaire soit similaire à celles de Rotherham et de Rochdale, l'échelle de la ville de Telford, 170 000 habitants en 2018, en fait probablement le plus grand scandale de réseau pédophile de la Grande-Bretagne.

## Contexte
Depuis le début des années 1980 jusqu'au début des années 2010, dans des villes d'Angleterre, plus de 4 000 enfants ont été abusés sexuellement, parfois torturés, parfois prostitués par des bandes criminelles organisées ou des groupes informels d'hommes,. En 2011, une première série d'agressions sexuelles est rendue publique par la presse.
Des enquêtes, conduites par des associations caritatives, puis le gouvernement britannique, ont permis d'éclaircir les faits, soulignant notamment l'incurie des services sociaux et de la police locale, et de prendre des mesures appropriées pour assurer la protection des enfants,. Dans certains cas, l'exploitation de mineurs durait depuis plus de 15 ans. L'appartenance ethnique et les origines culturelles des victimes, et, surtout, celles des criminels, ont focalisé l'attention des médias et de l'opinion publique dans tout le pays,,.

## L'affaire

### Les faits
Les premières révélations en 2013 faisaient état de cas s'étant déroulés de 2010 à 2012. Les accusés ont été condamnés pour viol, proxénétisme de mineure, incitation à la prostitution et trafic sexuel d'être humain. Une investigation de la chaîne de télévision Channel 4 révèle : « Des rapports indiquent des viols collectifs par des files d'attente d'hommes tandis que les filles étaient retenues en otage pendant des heures, voire des jours — tout en étant forcées d'écouter les cris des filles dans les autres chambres avec d'autres hommes. »
Les résultats de l'enquête de trois ans - commandée en 2018 - ont révélé à quel point les enfants vulnérables étaient ciblés par des hommes - souvent des chauffeurs de taxi locaux - qui leur achetaient de l'alcool et des cigarettes avant de les convaincre d'entretenir des relations amoureuses. Après leur avoir « lavé le cerveau », ils les ont ensuite maltraitées et violées, proférant des menaces de mort si elles menaçaient de dénoncer les abus. Selon The Telegraph, l'industrie locale des taxis, en grande partie exploitée par des hommes asiatiques, dans la ville, a joué un rôle central dans les abus.
La plupart des agresseurs n'utilisaient pas de contraception et de nombreuses filles sont tombées enceintes. Certaines ont avorté, mais d'autres ont continué à porter les enfants de leurs agresseurs. Dans l'un de ces cas, une fille appelée Lucy Lowe a été prise pour cible par le chauffeur de taxi Azhar Ali Mehmood alors qu'elle n'avait que 12 ans. Elle a donné naissance à sa première fille alors qu'elle n'avait que 14 ans. À 16 ans, Lucy était enceinte de leur deuxième enfant quand, Mehmood, 26 ans, a versé de l'essence dans sa maison et y a mis le feu, la tuant elle et l'enfant qu'elle portait, ainsi que sa sœur de 17 ans et leur mère. La fille de Lucy et Mehmood a survécu. D'autres victimes ont reçu des menaces de mort, les agresseurs citant souvent le cas de Lucy Lowe comme un avertissement de ce qui pourrait leur arriver si elles ne se conformaient pas.
De nouvelles révélations parues le 11 mars 2018 dans le Sunday Mirror montrent que jusqu'à 1 000 enfants, la plupart des jeunes filles blanches, auraient été droguées, maltraitées, violées et parfois tuées,. Il y aurait plus de 200 criminels impliqués. Le surintendant Harding chargé de la police à Telford conteste cependant le chiffre de 1 000 victimes et estime qu'il est « sensationnaliste ». Concernant l'origine ethnique des criminels, il déclare que la composition ethnique des délinquants sexuels à Telford et Wrekin est pratiquement identique à celle de la société. Cependant, selon Maggie Olive, inspecteur-détective sur l'affaire Rochdale, « les chiffres qui étaient rapportés [jusqu'à présent] n'étaient pas corrects, ils étaient sous-déclarés […] ces chiffres ne sont pas inventés selon mon expérience. »
Les travailleurs sociaux étaient au courant des abus depuis les années 1990, mais il a fallu une décennie à la police pour lancer une première enquête. 
Ces nouvelles révélations sont issues d'enquêtes du Daily Mirror qui ont duré 18 mois et ont révélé que l'étendue des abus à Telford était beaucoup plus vaste que ce qui avait été révélé auparavant. La qualité de cette enquête a notamment été saluée par la première ministre Theresa May,. Le nombre des auteurs des abus, estimé à plusieurs centaines, fait de l'affaire des viols collectifs, le plus grand scandale de viols collectifs pédophiles à ce jour au Royaume-Uni,,. 
Depuis les révélations du Sunday Mirror du 11 mars 2018, de nouvelles victimes se sont présentées aux autorités.

### Inaction de la police et des services sociaux
La police connaissait les activités des gangs depuis le début des années 1990. Un grand nombre de travailleurs sociaux et de victimes impliqués dans l'enquête ont déclaré que la police et le conseil local n'étaient pas disposés à les aider et ont même parfois délibérément entravé leurs efforts pour dénoncer et arrêter les auteurs de ces actes. « La police a refusé d'enquêter cinq fois de suite sur une affaire récente jusqu'à l'intervention d'un député. » Une victime a abandonné ses efforts pour faire condamner les criminels parce qu'elle « ne se sentait pas soutenue émotionnellement » par la police. Une autre victime a affirmé que « les agents de police l'avaient découragée à poursuivre sa plainte après qu'elle leur a dit qu'elle voulait en parler au journal The Mirror. » Les services sociaux sont au centre du pire scandale d'abus sexuels sur des enfants de Grande-Bretagne. Ces services ont reçu 715 signalements en trois ans mais n'ont réagi que pour à peine la moitié d'entre eux. Les enfants victimes étaient considérés comme des prostitués par l'administration. Entre 2007 et 2009, la police a identifié jusqu'à 200 auteurs mais n'a procédé qu'à sept arrestations.
Comme dans les autres affaires similaires, les auteurs étaient très majoritairement d’origine ethnique pakistanaise et bangladaise et de religion musulmane. Par crainte d'être considérées comme racistes, les autorités ont longtemps refusé d'enquêter,, et les institutions ont tenté de minorer, voire d'étouffer les faits.
La députée de Telford, Lucy Allan, a demandé une enquête indépendante, déclarant : « Il doit maintenant y avoir une enquête indépendante sur l'exploitation sexuelle des enfants à Telford afin que notre communauté puisse retrouver confiance dans les autorités. » Toujours selon la députée, « les hommes blancs sont également coupables d'abus sexuels, mais l'existence des gangs est liée à la culture pakistanaise. Reconnaître le problème est la première étape pour y remédier. »
« Une femme qui enquêtait sur les viols a dû suivre des "cours de sensibilisation à la diversité" parce qu'elle évoquait l'origine des violeurs. »
Une victime de 14 ans a rapporté être tombée deux fois enceinte et avoir subi deux avortements. « Quelques heures après mon second avortement, j'ai été raccompagnée par l'un de mes agresseurs pour être violée par plusieurs hommes. »
Le Sunday Mirror aurait pu lire un mémo interne de la police disant que « dans la plupart des cas, le sexe est consensuel. »
Pour des habitants de Telford interviewés pour le Huffington Post, la plus grande préoccupation est que « les échecs des autorités pourraient signifier que des scandales similaires se produisent dans d'autres villes. »
Selon David Greenwood, avocat spécialiste des questions d'abus sur mineurs, la police savait ce qu'il se passait et n'a pas agi. L'avocat prévoit de poursuivre la police et les services sociaux. Lors d'un procès, des accusés ont par ailleurs clairement évoqué des pots-de-vin versés à des agents de police.
Le rapport commandé en 2018 suggère que la police et le conseil local ont accordé une plus grande priorité à éviter d'attiser les tensions raciales qu'à protéger les personnes vulnérables. En juillet 2022, la police de West Mercia a présenté des excuses à toutes les victimes des abus, reconnaissant que celles-ci n'avaient pas reçu l'aide et la protection qu'elles auraient dû recevoir de la part de la police.

### Accusés et condamnations
Liste non exhaustive des condamnés :
- Ahdel Ali (25 ans) condamné à 26 ans de prison dont 18 ferme ; il est libéré après avoir purgé huit ans de prison[31].
- Mubarek Ali (29 ans), son frère, condamné à 22 ans de prison dont 14 ans ferme. Dès novembre 2017, Mubarek Ali sort de prison après moins de 5 ans passés en prison au lieu des 14 années fermes prévues[32]. Une pétition réunissant plus 200 000 signatures pour empêcher sa libération voit le jour en réaction[33]. Il est rappelé en prison, neuf mois plus tard[34].
  - Les deux frères Ali ont été inscrits à vie sur la liste des délinquants sexuels.
- Mohammed Ali Sultan (26 ans).
- Tanveer Ahmed (40 ans).
- Mohammed Islam Choudhrey (53 ans).
- Mahroof Khan (35 ans).
- Mohammed Younis (60 ans).

En septembre 2018, dans un entretien accordé au journal The Sun, une victime de Telford témoigne que « les hommes qui [l]'ont violée se promènent en liberté. » Selon le témoignage de cette victime violée par plus de 70 membres du gang de Telford et ce dès l'âge de 12 ans, un seul de ses agresseurs a été condamné. Un test ADN effectué sur le fœtus avorté issu d'un des viols avait permis d'identifier l'homme qui l'avait mise enceinte, mais les accusations ont été abandonnées lorsqu'il avait dit qu'il croyait qu'elle avait 16 ans.
En mai 2024, Mubarek Ali est condamné à 12 ans de prison supplémentaires après avoir reconnu d'autres accusations. Il avait plaidé coupable de viol, de trafic et d'autres délits contre une jeune fille entre 2004 et 2008.

## Critiques des médias
À la suite des nouvelles révélations en mars 2018 dans le Sunday Mirror, la journaliste Joanna Williams, du magazine Spiked (en), s'étonne que ce qui semble être le pire scandale d'abus sexuels sur des enfants de Grande-Bretagne ait reçu relativement peu de couverture et ne fasse pas la une de journaux tels que The Guardian ou The Times alors que depuis plusieurs mois, le harcèlement des femmes est dénoncé comme par le mouvement #MeToo dont elle dénonce l'hypocrisie et le « silence assourdissant ». Williams explique ce silence par le profil des personnes impliquées : « les femmes de Telford appartiennent à la mauvaise catégorie de victimes. #MeToo préfère les victimes de la haute société » et « préfère que les accusés soient des hommes blancs et puissants. » Elle dénonce notamment l'attitude des « tribuns et militantes [qui] s’inquiètent davantage du risque de racisme ou d’islamophobie que des violences sexuelles qui ont eu lieu. »
Certains militants notamment liés aux courants d'extrême droite, comme le site conspirationniste Infowars.com, ont accusé la BBC d'avoir ignoré l'affaire, ce dont la BBC se défend. 
En France, des personnalités dénoncent « l'incroyable omerta qui couvre pour l'heure en France les crimes sexuels autour des filles blanches ayant été découverts dans la commune anglaise de Telford,,. » Cette affaire a été peu mentionnée par les journaux français. La communication s'est faite en premier lieu par le site Fdesouche.com puis par Valeurs actuelles. Ainsi, selon Claude Askolovitch, « en dehors de trois journaux de province et d'un hebdomadaire d'extrême droite, la presse française a raté un scandale abominable ».
Après ces critiques, le 16 mars 2018, un peu moins d'une semaine après les révélations du Sunday Mirror, la presse française traite le sujet. Selon L'Obs, l'« affaire réactive clichés et fantasmes xénophobes, outre-Manche et en France. »
Pour Anne-Sophie Chazaud, journaliste pour Causeur, la discrétion des médias est à rapprocher de celle des agressions sexuelles du Nouvel An 2016 en Allemagne où les médias avaient ignoré ou tenté de camoufler les événements pour ne pas attiser les « haines ». Pour la journaliste, c’est « ce même silence coupable et complice auquel se sont heurtées les victimes » qui ont tenté d’alerter les services sociaux.
Interpellé à Leeds le vendredi 25 mai 2018 alors qu'il faisait un live à l'ouverture du procès, Tommy Robinson est condamné à treize mois de prison en l'espace de 5 heures. Le procès des viols de Telford était censé se tenir à huis clos et toute publicité avait été interdite par un arrêté du juge. La condamnation de Tommy Robinson est elle-même l'objet d'une interdiction de couverture par les médias pendant quatre jours. Dès le 31 mai une pétition réunissant plus de 500 000 signatures réclamant la libération de Tommy Robinson est adressée à Theresa May.

## Analyses
Une étude, menée fin 2017 par des chercheurs du groupe de réflexion anti-extrémisme Quilliam, a analysé les abus collectifs et conclut : 

« …84 %, étaient des hommes originaires du sous-continent indien. Seulement 22 étaient noirs et 18 étaient blancs […] Les résultats sont en contraste frappant avec le fait que les asiatiques représentent seulement 7 % de la population du Royaume-Uni […] De toutes les victimes, seulement trois n'étaient pas des adolescentes blanches. »

Les auteurs constatent que « des hommes musulmans pakistanais britanniques ciblent des femmes blanches avec des boissons et de la drogue avant de les violer et de les abuser sexuellement » et « appellent les autorités à agir sans craintes d'être accusées de racisme » et « les encouragent à aider l'intégration des britanniques d'origine pakistanaise dans la société britannique moderne. »
Un nouveau témoignage révélé en mars 2018 dans The Independent souligne l'aspect religieux voire terroriste des abus menés par les gangs. Les membres des gangs croient fermement que les crimes qu'ils commettent sont justifiés par leurs croyances religieuses. Selon une rescapée des viols collectifs de Rotherham, son violeur citait des sourates du Coran lorsqu'il la battait. L'endoctrinement religieux serait une partie importante du processus d’enrôlement des jeunes violeurs dans les gangs. En novembre 2017, le gouvernement suédois a déclaré que la violence sexuelle est utilisée comme une « tactique du terrorisme » et reconnue en tant que telle comme une menace à la sécurité nationale suédoise. Pour Jess Phillips, députée du Parti travailliste, généraliser le problème des abus sur mineurs est une « désinvolture politique ». Selon elle, il est nécessaire de comprendre la nature spécifique des gangs pédophiles proxénètes, les abus de « Telford ne sont pas la fin, c'est à peine le milieu. »

## Sources et références
- (en) Cet article est partiellement ou en totalité issu de l’article de Wikipédia en anglais intitulé « Telford sex gang » (voir la liste des auteurs).